# Anta (Espinho)
Anta é uma vila portuguesa do Município de Espinho que foi sede da extinta Freguesia de Anta, freguesia que tinha 6,02 km² de área e 10 363 habitantes (2011), e, por isso, uma densidade populacional de 1 721,4 hab/km². 
Em 27 de Maio de 1993, a povoação de Anta foi elevada à categoria de vila.
A Freguesia de Anta, por sua vez, foi extinta em 2013, no âmbito de uma reforma administrativa nacional, para, em conjunto com a Freguesia de Guetim, formar uma nova freguesia denominada União das Freguesias de Anta e Guetim.
Na Freguesia de Anta estava agregada a localidade de Esmojães cuja antiga Freguesia de Ermógenes foi extinta devido a uma grande epidemia que a devastou.

## História
O seu nome, com base no monumento megalítico dólmen, que in illo tempore terá existido no seu território, pressupõe a existência de ocupação humana pré-histórica nas terras da localidade.
Documentos dos séculos IX e XI comprovam aqueles registos de antiguidade, pois em termos toponímicos, Anta constitui um dos casos documentados mais remotos do vocábulo "ANTA", dado que já em 1037 aparece, entre outros documentos: "O TESTAMENTO DE VILA DE ANTA" que se refere precisamente a esta povoação.
Esmojães, antiga freguesia de "Ermógenes", aparece com o aspecto singular do nome de origem grega, que pode bem ser o remoto patronímico de um nome pessoal de origem germânico–gótica - "airmans". Esta aldeia é o maior constituinte da freguesia de Anta, no entanto Esmojães é bem diferente de Anta e como abrange uma grande área da freguesia, há quem dê Esmojães como independente de Anta. Esmojães orgulha-se de ter uma das maiores festas populares da região, "Festa de Nossa Senhora dos Altos-Céus e S.Mamede" que chama muita gente no terceiro fim de semana de outubro ao arraial da capela dos Altos-Céus (ponto mais alto da freguesia). Esmojães é constituído pelos lugares de Gavião, Carvalhal (Além do Rio), Altos-Céus, Aldeia Nova e Guimbra (grande parte). É limitado a Oeste pela autoestrada A29, a Norte com Anta e Guetim, a Este por Nogueira da Regedoura e São Paio de Oleiros e a Sul por Silvalde. Foi em Esmojães que viveu o conhecido treinador de futebol Vitor Pereira.
Um lugar da Freguesia de Anta, Idanha é um nome bastante vulgar na Idade Média, sendo ainda hoje o de um lugar da Freguesia; ou ainda Guimbra, que é um nome pessoal de origem germânica "vilmara" e o de outro lugar da Freguesia.
Um documento do século X ou XI cita como doada ao cemitério de Crestuma, uma Igreja de S. Mamede, entre a "villa" Palaciolo (Paços de Brandão) e "Ermógenes" (Esmojães), de onde se infere que pelo menos esta povoação era uma das mais importantes deste litoral, nos princípios da nossa nacionalidade, ou mesmo antes.
Na primeira metade do século XI, Anta foi novamente local de culto. O abade Tudeildo, que foi abade do Mosteiro de Vacariça, fundou em Anta, com a ajuda de uma nobre família da região, um mosteiro, que logrou vir a ser dos grandes e que foi dedicado a muitos santos, mas que tinha por principal o Bispo S. Martinho, ainda hoje o orago do povoado. Em 1220, Anta era já uma das paróquias da Diocese do Porto.
Pouco se sabe agora do Mosteiro. Continua a ter como padroeiro S. Martinho e S. Mamede que era também orago e Santo de Esmojães. Neste lugar tinha sido construída uma igreja no século X que ainda funcionava em 1320, podendo ser localizada no sítio da actual "Leira da Gandra", na estrada Espinho-Picoto. Como freguesia, Anta permaneceu como pertença das "Terras de Santa Maria", sendo posteriormente denominada de "Terra da Feira" ou "Julgado da Feira". À Freguesia de Anta, depois de ter sido de S. Félix da Marinha, pertenceu a povoação que é hoje a Freguesia e Cidade de Espinho.
Espinho continuou ligado à Freguesia de Anta até ao ano de 1886, altura em que se desliga da "Terra Mãe" para se tornar freguesia e mais tarde concelho, apenas com uma única freguesia até 1926, passando nesta última data a contar com as freguesias de Guetim, Paramos, Silvalde e Anta.

## População
| População da freguesia de Anta (1864 – 2011) | População da freguesia de Anta (1864 – 2011) | População da freguesia de Anta (1864 – 2011) | População da freguesia de Anta (1864 – 2011) | População da freguesia de Anta (1864 – 2011) | População da freguesia de Anta (1864 – 2011) | População da freguesia de Anta (1864 – 2011) | População da freguesia de Anta (1864 – 2011) | População da freguesia de Anta (1864 – 2011) | População da freguesia de Anta (1864 – 2011) | População da freguesia de Anta (1864 – 2011) | População da freguesia de Anta (1864 – 2011) | População da freguesia de Anta (1864 – 2011) | População da freguesia de Anta (1864 – 2011) | População da freguesia de Anta (1864 – 2011) |
| -------------------------------------------- | -------------------------------------------- | -------------------------------------------- | -------------------------------------------- | -------------------------------------------- | -------------------------------------------- | -------------------------------------------- | -------------------------------------------- | -------------------------------------------- | -------------------------------------------- | -------------------------------------------- | -------------------------------------------- | -------------------------------------------- | -------------------------------------------- | -------------------------------------------- |
| 1864                                         | 1878                                         | 1890                                         | 1900                                         | 1911                                         | 1920                                         | 1930                                         | 1940                                         | 1950                                         | 1960                                         | 1970                                         | 1981                                         | 1991                                         | 2001                                         | 2011                                         |
| 2.635                                        | 3.213                                        | 4.124                                        | 2.008                                        | 2.232                                        | 2.171                                        | 2.685                                        | 3.297                                        | 4.170                                        | 4.569                                        | 5.498                                        | 7.333                                        | 9.526                                        | 10.615                                       | 10.363                                       |

Nos anos de 1864 a 1920 fazia parte do concelho de Feira, passando para o de Espinho pelo decreto nº 12.457, de 11 de outubro de 1926. Por decreto de 30 de dezembro de 1890 alguns lugares desta freguesia deram origem à freguesia de Espinho

## Património
- Igreja de São Martinho (matriz)
- Capela de São Vicente e de Nossa Senhora da Conceição
- Vários cruzeiros, nomeadamente o paroquial
- Oficina de Domingos Capela
- Capela de Nossa Senhora dos Altos-Céus e S.Mamede (Esmojães)
- Fonte do Pereiro e Fonte de Cassufas (Esmojães)

## Educação
Anta possui também cinco escolas do ensino básico, nos lugares de Anta, Idanha, Esmojães, Quinta e Ponte de Anta.
O ensino pré-básico é ministrado em escolas dos lugares de Anta, Esmojães, Quinta e Ponte de Anta. Em Anta funcionam igualmente a Escola Sá Couto, do ensino preparatório, com capacidade para 1.000 alunos e um pavilhão polidesportivo e a Escola Dr. Manuel Laranjeira, do ensino secundário que tem também um pavilhão polidesportivo e capacidade para mais de 1.500 alunos.
Relativamente ao ensino superior é ainda de referir o ISESP-Instituto Superior de Espinho, de capital importância para Anta e para o próprio concelho, não só pela sua utilidade, como também pelos vários cursos ministrados. Outra instituição de relevância social é a "CERCI", com um trabalho na educação e recuperação de crianças inadaptadas.
Em 2014, foi inaugurado um moderno centro-escolar, em Esmojães, que recebe os alunos de todos os Jardins de Infância e 1º Ciclo da Freguesia de Anta.

## Cultura e infraestruturas
Anta possui um edifício-sede da Junta de Freguesia, inaugurado em dezembro de 1988, onde se encontram instaladas uma Unidade de Saúde, bem como um polo da Biblioteca Municipal, com acesso à Internet.
Há a Associação de Socorros Mútuos de S. Francisco de Assis, instalada num edifício cuja construção data de 1933 e que ao longo dos seus cem anos de vida tem prestado serviços sociais. A sua meritória actividade culminou com a inauguração em 11 de Setembro de 2005, de uma creche/ATL denominada "O Portugal dos Pequeninos".
Ainda no campo social, existe a ASDVA-Associação Social e Desenvolvimento da Vila de Anta, a trabalhar desde 2000. Possui já cerca de 1.000 associados e implantou uma sede provisória, em terrenos doados por uma família antense. O objectivo desta instituição de solidariedade social é a criação de um centro de convívio de dia para idosos, apoio domiciliário, creche, A.T.L. e centro de convívio de jovens. Em Esmojães existem ainda duas fontes, as do Pereiro, no lugar de Gavião e de Cassufas, no lugar com o mesmo nome.

### Música
Em Esmojães existem dois ranchos folclóricos e etnográficos em atividade, Rancho N. Sª dos Altos Céus (Norte de Esmojães) e o Grupo Cultural e Recreativo Semente (Sul de Esmojães), ambos filiados na Federação do Folclore Português. A Tuna Musical de Anta é também uma colectividade não só no sector artístico, mas também socialmente, através da sua escola de música, onde dezenas de jovens aprendem essa forma de arte.

### Desporto
No campo desportivo, existem atualmente doze clubes na povoação. Existe um complexo desportivo em Cassufas, que em breve será dotado de um pavilhão gimno-desportivo, com lotação para 500 pessoas. Outros dois campos para a prática do futebol existem ainda, bem como uma piscina coberta a funcionar todo o ano.
O Grupo Columbófilo de Anta, de antigas tradições no povoado é uma colectividade de prestígio e possui um moderno edifício-sede.

### Serviços e indústria
Gradualmente o setor agrícola tem vindo a diminuir, por força até do constante desenvolvimento da Vila, atualmente já com uma notável atividade comercial e um certo caráter industrial, salientando-se as suas indústrias de plásticos, vassouras, alumínios, malhas, serração de madeiras, metalo-mecânica, cartonagem, etc..
São ainda construídos em Anta os célebres violinos "CAPELA", numa oficina situada na Rua de S. Martinho, onde o herdeiro artístico do famoso luthier antense Domingos Capela, continua com a mesma arte a fabricar aqueles instrumentos, que são enviados para os quatro cantos do mundo, prestigiando e levando assim bem longe, o nome de Anta e do concelho de Espinho, estando assegurada a continuidade pelo menos durante mais duas gerações, com o mesmo saber e arte do consagrado precursor e de seu filho António, pelo seu neto Joaquim António Capela e bisneto, Tiago Capela.
O setor de serviços tem vindo a experienciar um forte incremento e vão surgindo em acelerado ritmo estabelecimentos comerciais de vários ramos, um pouco por toda a localidade.